# Ódor Bálint
Ódor Bálint (Budapest, 1975. május 23. –) magyar közgazdász, diplomata, európai uniós szakértő. Édesapja Ódor László nyugalmazott egyetemi tanár, író, műfordító, svájci magyar nagykövet (1990-1994). Édesanyja sz. Teleki Katalin, kutató vegyészmérnök. Bátyja Ódor Balázs, a Magyar Református Egyház zsinatának külügyi osztályvezetője, öccse Ódor Dániel partner-ügyvéd (Tailor-Wessing).

## Életpályája
Svájci középiskolai (Neuchâtel, 1990–1994) és közgazdaság-tudományi tanulmányait (Fribourg, 1994–1999) követően a Külügyminisztériumban helyezkedett el a Stratégiai és Tervezési Főosztályon elemzőként. 2010 és 2014 között a Külügyminisztérium európai uniós ügyekért felelős helyettes államtitkára, európai igazgató, az Európai Koordinációs Tárcaközi Bizottság titkára. 
2014. októbertől Magyarország kanadai nagykövete.[forrás?]
2014-ben Phd. fokozatot szerzett a Budapesti Corvinus Egyetemen. Disszertációjának témája: A kettős többség bevezetésének várható hatásai a Tanács működésére és Magyarország érdekérvényesítési lehetőségeire. Több Európai Unióval foglalkozó tudományos cikk és könyv szerzője, illetve társszerzője. Legutóbbi könyve a Lisszaboni Szerződés átfogó bemutatása, amely magyar és angol nyelven egyaránt megjelent

## Díjai, elismerései
- Az Európai Unió Tanácsának Magyar Elnöksége munkájában való részvételéért 2011-ben a Magyar Köztársasági Érdemrend tisztikeresztje kitüntetést kapta.
- A 2011-es Lőrincz Csaba-díj kitüntetettje[3]

## Publikációi

### Könyvek
- Horváth Zoltán – Ódor Bálint: Az Európai Unió szerződéses reformja, az Unió Lisszabon után. HVG-ORAC. Budapest, 2010. 767 p.,[2]
- Horváth Zoltán – Ódor Bálint: The Union after Lisbon, the Treaty reform of the EU. HVG-ORAC. Budapest, 2010. 437 p.[4]
- Nemzetpolitikai konszenzus dokumentumokban. A KMKF nemzeti együttműködési stratégiája és szakpolitikai koncepciói, 2004-2009; szerk. Ódor Bálint, Szesztay Ádám; KMKF Titkárság, Bp., 2009
- Ódor Bálint: A kettős többség bevezetésének várható hatásai a Tanács működésére és Magyarország érdekérvényesítési lehetőségeire, Ph.D. értekezés, 2013, Budapest[5][6]
- Horváth Zoltán – Ódor Bálint: Az Európai Unió szerződéses reformja, Az Unió Lisszabon után. HVG-ORAC. Budapest, 2008. 763 p.
- Intézményesített párbeszéd az Európai Unió, az Európa Tanács és az EBESZ között a nemzeti kisebbségvédelem tárgyában; szerk. Balázs Katalin, Ódor Bálint; Országgyűlés Hivatala, Bp., 2006
- A nemzeti és etnikai kisebbségi jogok nemzetközi forrásai; szerk. Balázs Katalin, Ódor Bálint; HVG-ORAC, Bp., 2006
- A területi, személyi autonómia és a kettős állampolgárság gyakorlata az Európai Unióban; szerk. Ódor Bálint; Országgyűlés Hivatala, Bp., 2005
- Horváth Zoltán – Ódor Bálint: Az Európai Unió alkotmánya, Mi és hogyan változik az Alkotmányszerződés hatására?. HVG-ORAC. Budapest, 2005. 424 p.
- Gordos Árpád – Ódor Bálint: Az Európai Alkotmányos Szerződés születése, Az Alkotmányozó Konvent és Kormányközi Konferencia testközelből: Tanulmányok, dokumentumok. HVG-ORAC. Budapest, 2004. 422 p.

### Tanulmányok, könyvfejezetek
- Ódor Bálint–Szesztay Ádám: A demográfiai és migrációs folyamatok hatása Magyarország fejlődési pályájára. Európai tükör 2001. 6. évf. 5. szám 35-64. p.
- Batt, Judy–Ódor Bálint: Kisebbségi jogok és az Európai Unió keleti kibővítése, Jelentés az EU bővítésének hosszú távú hatásait vizsgáló kutatócsoport első üléséről, Az új határok sajátossága. Pro minoritate. 2001. Ősz, 6-19. p.
- Gordos Árpád-Ódor Bálint: Beyond the basic phase of the IGC on the EU Constitution: Views from Hungary. Central European Political Science Review 2003. 4. évf. 14. szám 54-73. p., http://www.cepoliti.hu/cepsr/aaaa/%5B%5D
- Gordos Árpád – Ódor Bálint: Az Európai Konvent és Magyarország helye az integrációban. Európai tükör 2003. 8. évf. 3. szám 35-58. p.
- Gordos Árpád – Ódor Bálint: Konvent után… kormányközi konferencia: Ismertetés, elemzés, értékelés, következtetések. Európai tükör 2003. 8. évf. 6. szám 3-28. p.
- Gordos Árpád – Ódor Bálint: Az EU alkotmányozó kormányközi konferenciájának alapszakasza. Európai tükör 2004. 9. évf. 1. szám 3-17. p.
- Gordos Árpád – Ódor Bálint: Szerződés Európa Alkotmányáról – alapvetés a jövőnek. Európai tükör. 2004. 9. évf. 6. szám 103-121. p.
- Gordos Árpád – Ódor Bálint: A többsebességes Unió, avagy Az Európai Unió fejlődése a rugalmas integráció révén. Európai tükör. 2004. 9. évf. 3. szám 48-59. p.
- Gordos Árpád – Ódor Bálint: Törökország csatlakozása az Európai Unióhoz, avagy Hol vannak az Unió határai?. Európai tükör. 2004. 9. évf. 7. szám 107-117. p.
- Becsky Róbert – Györkös Péter – Hargita Árpádné – Izikné Hedrj Gabriella – Juhász Imre – Káldy Zoltánné – Ódor Bálint – Rostoványi Zsolt – Solemacher, Hans-Friedrich Freiherr von – Szűcs Ágnes: Az Európai Alkotmány Szerződés előzményei és várható hatásai. Euration [etc.]. Budapest, 2004. 229 p.
- Ódor Bálint: Magyarország érdekei és célkitűzései az Európai Unió alkotmányozó folyamatában. Az Európai Alkotmány Szerződés előzményei és várható hatásai – könyvanalitika. 2004. 39-82. p.
- Ódor Bálint: Intézményi rendelkezések az EU-csatlakozás után. Európai tükör 2004. 9. évf. 3. szám 117-122. p.
- Ódor Bálint: Az Alkotmányszerződés jövője. Európai jog, 2006. (6. évf.) 6. sz. 3-8. p.
- Arató Krisztina–Bándi Gyula–Fekete Balázs–Frivaldszky János–Gordos Árpád–Győri Enikő –Kardos Gábor–Laczkóné Tuka Ágnes–Navracsics Tibor–Ódor Bálint–Paczolay Péter–Sonnevend Pál–Soós Edit: Szubszidiaritás és szolidaritás az Európai Unióban, Szimpóziumi előadások és hozzászólások. Faludi Ferenc Akadémia. Budapest, 2006. 217 p.
- Ódor Bálint: Uniós eszközrendszer a nemzetpolitikai célok érvényesítéséhez. Szubszidiaritás és szolidaritás az Európai Unióban – könyvanalitika. 2006. 103-113. p.
- Ódor Bálint: A nemzetpolitikai érdekérvényesítés eszközei a reformszerződésben. Pro minoritate. 2007. Nyár. 9-24. p.,
- Ódor Bálint: Az alkotmányozó folyamat újraindítása. Európai jog, 2007. (7. évf.) 3. sz. 3-11. p.
- Margitay-Becht Beáta - Ódor Bálint. Az Európai Unió reformszerződésének létrehozására vonatkozó tárgyalási mandátum, avagy az alkotmányozási folyamat megoldása? Európai jog, 2007. (7. évf.) 4. sz. 3-13. p.
- Tóth Judit – Ugróczky Mária – Ódor Bálint – Törő Csaba: Kézikönyv a határon túli magyarokat érintő jogszabályi rendelkezésekről. Országgyűlés Hivatala. Budapest, 2008. 342 p.
- Ódor Bálint – Szalóki Katalin: Az Országgyűlés EU-elnökségi munkacsoportja. Európai tükör. 2008. 13. évf. 5. szám 65-71. p.
- Ódor Bálint: L’actitivité des députés hongrois du Bassin des Carpates, in Statut et protection des minorités: Exemples en Europe occidentale et centrale ainsi que dans les pays méditerranéens, László Trócsányi et Laureline Congnard, Bruylant, Bruxelles, 2009
- Csáki György–Horváth Zoltán–Ódor Bálint–Moldicz Csaba–Stelbaczky Tibor–Szalóki Katalin– Szekrényes Éva–Török Lili–Wintermantel Péter–Zalai Csaba: Magyar EU-elnökség, 2011. Országgyűlés Hivatala. Budapest, 2010. 308 p.
- Ódor Bálint: A magyar EU-elnökség napirendjén szereplő legfontosabb kérdések a Coreper II. területen. Európai tükör. 2010. 15. évf. 11-12. szám 16-27. p.  Archiválva 2014. augusztus 12-i dátummal a Wayback Machine-ben
- A nemzetpolitikai érdekérvényesítés lehetőségei az EU-ban Lisszabon után. Pro Minoritate, 2011. ősz 3-18. p.,[7]
- Ódor Bálint: A tagállami működés keretei – magyar érdekérvényesítés, 2014, Budapest, in: Marján Attila (szerk): Magyarország első évtizede az Európai Unióban, 2014, Budapest, Nemzeti Közszolgálati Egyetem – Magyar Külügyi Intézet[8]
- Ódor Bálint–Sinka László: Magyar Európa-politika 2010-2014, Európai Tükör, XIX. évfolyam 1. szám, 2014. február [9]